# Cordyline indivisa
Cordyline indivisa es un árbol monocotiledóneo endémico de Nueva Zelanda, donde recibe el nombre común de Mountain cabbage tree (árbol col de montaña). También se le conoce como Árbol col de hoja ancha, o Toi.

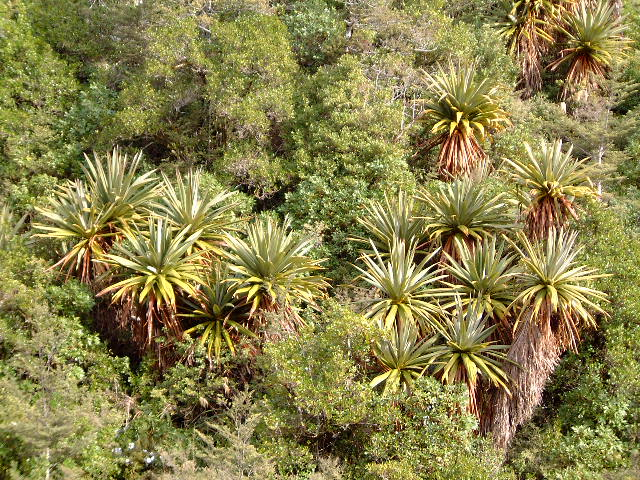
Vista de la planta en su hábitat

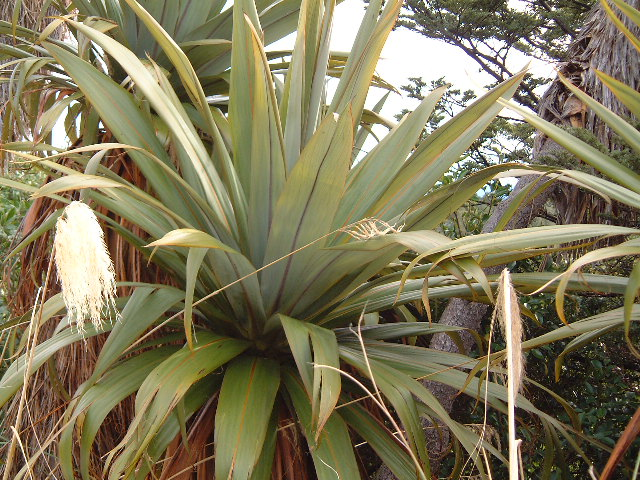
Detalle de las hojas

## Distribución
Se trata de una especie endémica de la Nueva Zelanda. En la Isla Norte Cordyline indivisa crece al sur de Kohukohunui, en la cordillera de Hunua Ranges y Te Moehau (Península de Coromandel) pero es común solo al sur de Raukumara Ranges y la meseta central volcánica (central Volcanic Plateau). Aparece también en la Isla del Sur, siendo común a lo largo del norte y oeste de la isla, pero se distribuye más localmente en las regiones más secas del este.

## Características
C. indivisa es muy distintiva. La especie puede ser distinguida de otras especies de Cordyline por sus hojas muy anchas y verde-azulosas, y su inflorescencia muy compacta y más pequeña que se produce debajo del follaje. Forma un árbol robusto de hasta 8 m de alto, con un tronco de 40 a 80 cm de diámetro. El tallo es usualmente sin ramas, o con muy pocas ramas. Las hojas miden de 1 a 2 metros de largo, y de 10 a 30 cm de ancho. El follaje, el cual se cuelga con la edad, es verde-azuloso y su forma se parece a la de una ancha espada,  con una amplia y conspicua vena central con frecuencia teñida de rojo, naranja rojizo o rojizo. La inflorescencia es un panículo que se eleva de la base de los puntos creciendo debajo de las hojas.

## Conservación
El árbol col de montaña no es considerado como amenazado. Sin embargo algunas poblaciones del norte han sido grandemente reducidos por el ganado y las cabras, se piensa que esos animales han causado su total extinción en el Monte Moehau en la punta norte de la Península de Coromandel. Desde 1987, algunas especies de Cordyline en Nueva Zelanda han sido afectados por una enfermedad llamada "Muerte súbita", causada por el patógeno Phytoplasma australiense. La muerte súbita de algunos especímenes de C. indivisa en cultivo y en la naturaleza ha sido atribuida a esa enfermedad, pero no es claro si de hecho se puede aceptar esa conclusión.

## Cultivo
La planta es muy raramente cultivada, pero se ofrece ocasionalmente en algunos viveros, frecuentemente com Dracaena indivisa. Es un árbol muy atractivo, pero tiene tendencia a colapsarse repentinamente bajo condiciones de altas temperaturas o con poca agua. Prefiere suelos húmedos y semisombra.

## Taxonomía
Cordyline indivisa fue descrita por (G.Forst.) Endl.  y publicado en Annalen des Wiener Museums der Naturgeschichte 1: 162. 1836.
Etimología
Cordyline: nombre genérico que deriva de la palabra griega kordyle que significa "club", en referencia a los tallos subterráneos o agrandamiento de los rizomas.
indivisa: epíteto latino que significa "sin dividir".
Sinonimia
- Dracaena indivisa G.Forst. (1786).
- Charlwoodia indivisa (G.Forst.) G.Don in J.C.Loudon (1830).
- Dracaenopsis indivisa (G.Forst.) Planch. (1850).
- Terminalis indivisa (G.Forst.) Kuntze (1891).
- Cordyline hookeri Kirk (1874).
- Cordyline hectori Colenso (1892 publ. 1893).
- Cordyline lineata Rodigas (1893).
- Dracaenopsis lineata Rodigas (1893). Cordyline hectori[5][6]